# ديفيد فيربيرن
ديفيد فيربيرن (بالإنجليزية: David Fairbairn) هو رسام أسترالي، ولد في 1949.